# Chelostoma transversum
Chelostoma transversum là một loài Hymenoptera trong họ Megachilidae. Loài này được Friese mô tả khoa học năm 1897.